# Зарядка
Заря́дка (у́тренняя гигиени́ческая гимна́стика; устар.: заря́довая гимна́стика) — гимнастический комплекс физических упражнений, выполняемых утром после пробуждения для ускорения перехода от состояния сна к активной деятельности. Является частью лечебной физической культуры.
Зарядка выполняется на открытом воздухе (или в хорошо проветриваемом помещении) и обычно состоит из простых упражнений умеренной нагрузки для разминки всех мышечных групп. Занятие занимает приблизительно 15 минут. Чтобы приносить пользу человеку, физическая нагрузка во время гигиенической гимнастики должна быть рассчитана для конкретного человека. Гигиеническая гимнастика отличается от тренировки, при значительной усталости или возникновении болевых ощущений занятие должно быть прекращено. Выполнение упражнений гигиенической гимнастики следует координировать с динамическим дыханием. После выполненного комплекса утренней гигиенической гимнастики переходят к водному закаливанию. Комплекс гигиенической гимнастики следует менять 1—2 раза в месяц.
Принципами построения комплекса упражнений зарядки могут быть: а) немного лёгких упражнений на протяжении 10 минут; б) (из-за ограничения времени) упражнения должны охватывать одновременно несколько мышечных групп; в) упражнения должны быть направлены на гибкость (потягивания), исключая силовую направленность; г) часть упражнений — в быстром темпе (нарастание темпа — к середине комплекса, замедление — к концу).
Ежедневное выполнение зарядки развивает мышцы, улучшает подвижность суставов, положительно влияет на опорно-двигательный аппарат в целом, повышает трудоспособность и качество жизни, способствует закаливанию организма. Имеет особое значение для ведущих малоподвижный образ жизни, в частности, занятых умственным трудом.
Утренняя гигиеническая гимнастика полезна всем, независимо от пола и возраста.
Зарядку может проводить тренер, показывающий упражнения группе, которая затем их повторяет, иногда под музыку. Зарядка может сочетаться с бегом, закаливанием.
Зарядка является обязательной процедурой в армии (с 1923 года) и спортивных лагерях.
В СССР утренняя гимнастика (как и другие виды общей гимнастики) целенаправленно культивировалась в качестве метода физического развития и оздоровления населения. Уменье самому составить, обосновать и провести «зарядку» на 15 минут входило в сдачу умений физкультурного комплекса на получение значка «Готов к труду и обороне» 1932 года; являлось одним из шести обязательных испытаний (в комбинации движений из десяти упражнений) на получение значка «Будь готов к труду и обороне» для юношей и девушек 14—16 лет в 1939 году; являлось одним из восьми обязательных испытаний (в комбинации движений из восьми упражнений) для мужчин и женщин ГТО I и II ступеней 1939 года.